# Studenckie Centrum Radiowe Nowinki
Studenckie Centrum Radiowe Politechniki Krakowskiej „Nowinki” – rozgłośnia akademicka działająca przy Politechnice Krakowskiej, jedna z najstarszych rozgłośni akademickich w Polsce. Powstała jesienią 1958 roku na terenie Osiedla Akademickiego Politechniki Krakowskiej w Krakowie, rozprowadza swój program drogą kablową na teren akademików politechniki przy ulicy Skarżyńskiego, a także globalnie – za pośrednictwem Internetu. 
Radio adresowane głównie do studentów Politechniki Krakowskiej i przez studentów prowadzone – jest to rozgłośnia całkowicie niekomercyjna. 
Wiele spośród działających tu osób kontynuowało później swoją dziennikarską działalność już zawodowo w prasie, radiu i telewizji, np. Jan Forowicz, Tadeusz Kwaśniak, Dodek Żywioł, Tomasz Berezowski, Jarosław Knap.
Od 1976 roku uruchomione zostało drugie studio emisyjne w nowo budowanych wówczas akademikach Politechniki Krakowskiej przy ulicy Skarżyńskiego. Studio to w 1988 przejęło całość działalności emisyjnej po przekazaniu przez Politechnikę Krakowską budynków starego osiedla przy ul. Bydgoskiej innym uczelniom i zamknięciu znajdującego się tam historycznego studia.
W okresie ponad 50 lat swojej działalności kilkakrotnie uzyskiwało tytuł najlepszego radia akademickiego w Polsce. 
Nagrywali tu m.in. Marek Grechuta, Wojtek Bellon i wielu innych.